# Pablo de la Vega
Pablo de la Vega es un deportista chileno que compite en taekwondo. Ganó una medalla de plata en el y Campeonato Panamericano de Taekwondo de 2016 en la categoría de –54 kg.

## Palmarés internacional
| Campeonato Panamericano | Campeonato Panamericano | Campeonato Panamericano | Campeonato Panamericano |
| Año                     | Lugar                   | Medalla                 | Categoría               |
| ----------------------- | ----------------------- | ----------------------- | ----------------------- |
| 2016                    | Querétaro (México)      | Medalla de plata        | –54 kg                  |